# Gabriel Zehender

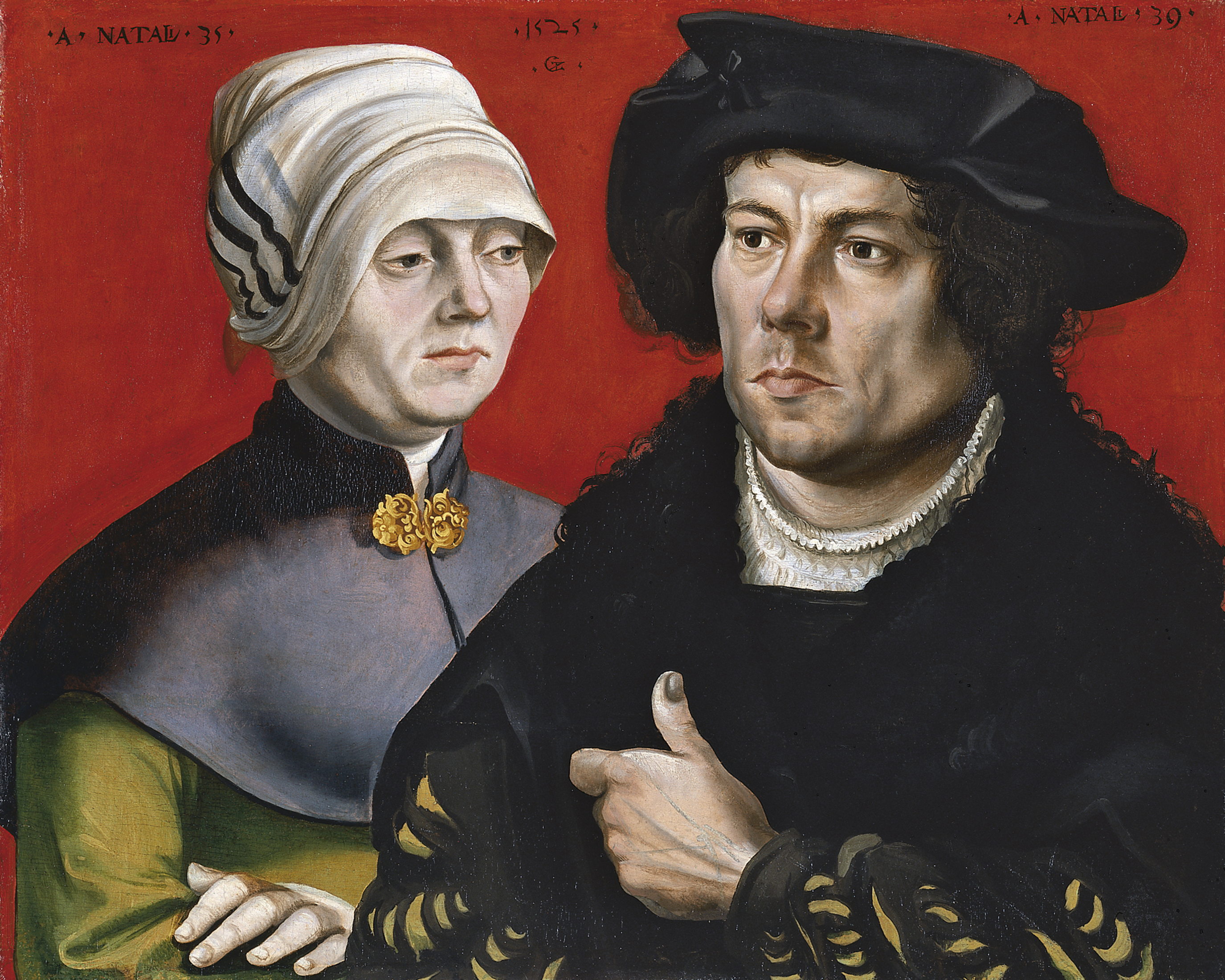
Retrato de un matrimonio, 1525, óleo sobre tabla, 40,9 x 51,5 cm, Madrid, Museo Thyssen-Bornemisza.

Gabriel Zehender, a quien probablemente se deba identificar con el Monogramista GZ (fl., 1517-1535), fue un pintor y grabador alemán originario de Gross Mausdorf, actualmente Myszewo, ahora en la Pomerania polaca.
Documentado en Basilea a partir de 1527, dos años después recibió la ciudadanía y fue admitido en ella en el gremio de pintores. En 1534 se le encuentra de nuevo citado en  la documentación de la ciudad, en esta ocasión por una circunstancia adversa, al serle embargados los bienes a su esposa, lo que pudo determinar su huida de la ciudad, pues solo un año más tarde, en la última referencia documental disponible, se le cita como fugitivo de Basilea.
De su producción al óleo se conoce únicamente el doble retrato de un matrimonio sobre fondo rojo del Museo Thyssen-Bornemisza, identificado por el monograma GZ bajo la fecha 1525. El mismo monograma se encuentra en un grabado de la Crucifixión conservado en el Kupferstichkabinet de Basilea, con el que se han relacionado tentativamente algunos dibujos (La Virgen y san Juan ante Cristo en la cruz, British Museum) y diversas xilografías fechadas entre 1517 y 1521, que aparecieron impresas en Estrasburgo, Mainz, Hagenau y en la propia Basilea, en las que se advierten influencias de Hans Baldung Grien y de Lucas Cranach el Viejo.